# 臺灣女性

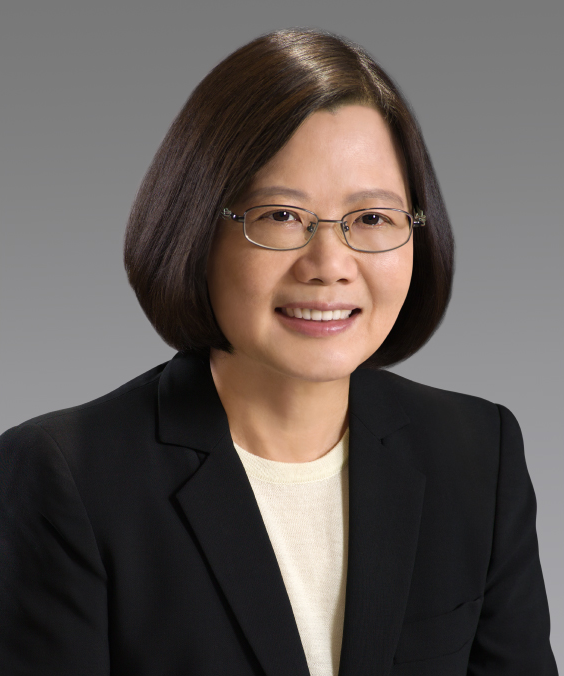
蔡英文是第14－15任中華民國總統，是中華民國首位女性總統

臺灣女性的社會地位以往是在次於男性的從屬地位，這是因為臺灣社會中傳統的父權觀點以及社會結構所影響。隨著憲法增修條文頒佈以及民法親屬編的修正，女性的法律地位已經有所提昇。

## 婚姻和家庭法律
20世紀時，台灣已婚女性的權利曾有受到嚴格限制，但1996年起的一系列修法後，已逐漸改善（1996年至2002年之前，曾五次修訂家庭相關的法律）。
1895年起，台灣受到日本的統治，所採用的日本婚姻法本身有對女性的歧視。1930年中華民國政府在中國大陸頒布的《民法》中有關家庭的內容，在1945年中華民國政府遷移到臺灣後也開始在台灣適用（後來中華人民共和國有新的法律，但在台灣沒有效力）。當時的《民法》內容中對女性有許多的限制，例如沒有決定住所、擁有財產、提出離婚及自我防衛的權利，也無法爭取子女的撫養權，也有對非婚生子女的歧視。
在1985年及1966年的修法後，已婚女性的情形已略有改善。1998年的法律修訂，在離婚提出的條件有些放寬，允許妻子保有1985年之前，登記在她名下的財產，不需額外證明其所有權，並且在評估離婚後的子女撫養權時，允許法官考量子女的最佳利益。不過這些調整下，妻子的權利還是不如丈夫，在家庭事務中仍持續受到父權意識形態的影響：有關妻子住所、子女管教，以及財產分配的決策上，仍然是以男性的意見為主。
處理家庭暴力的《家庭暴力防治法》在1998年生效。1998年及2000年的家庭法律修改，將夫妻的住所從丈夫的住所改為由夫妻共同決定，同時也修改了未成年子女法定監護權的法律。
現行的婚姻相關規定是以性別平等為基礎，是在《民法》第四篇第二章（972至1058條）中說明。父親和母親對兒女的權利相同，但1930年訂定的《民法》1089條：「對於未成年子女之權利義務，除法律另有規定外，由父母共同行使、負擔之。父母對於權利之行使，意思不一致時，由父行使之。」，此條款後來判定違憲（違反憲法第七條的平等權，因此《民法》1089條改為「...父母對於未成年子女重大事項權利之行使意思不一致時，得請求法院依子女之最佳利益酌定之。」。原來的《民法》第1019條規定只有先生有權管理夫妻的共同財產，也有權利享有原來屬於他妻子財產的收益，後來也已廢除。

## 憲法保障
婦女權利是在《中華民國憲法》的保障範圍內。第7條是「中華民國人民，無分男女、宗教、種族、階級、黨派，在法律上一律平等。」。增修條文第10條第6款是「國家應維護婦女之人格尊嚴，保障婦女之人身安全，消除性別歧視，促進兩性地位之實質平等。」。
《中華民國憲法》也保障婦女的參政權，第134條提到：「各種選舉，應規定婦女當選名額，其辦法以法律定之。」。
在增修條文中，有規定在立法委員選舉中，政黨當選名單中的女性需超過半數（女性保障名單）。地方選舉中，各選區名額達四人者，當選者中，至少需有四分之一為女性。

## 勞工權益
中華民國的《性別工作平等法》確保女性在職場的權益。此法原名《兩性工作平等法》，在2002年制定公佈，後來修訂，更名為《性別工作平等法》。

## 性別篩選性人工流產
有關性別篩選性人工流產的問題，台灣情形和東亞其他國家類似，仍有出現性別篩選性人工流產的情形。衛福部已禁止性別篩選性人工流產。